# Vitznau-Rigi Kulm
De Vitznau-Rigi-Bahn (afgekort: VRB) is een Zwitserse bergspoorlijn gelegen in de kantons Luzern en Schwyz. Het normaalsporig tandradtraject loopt van Vitznau samen met de Arth-Rigi-Bahn (ARB) naar de Rigi.
In 1992 fuseerden beide ondernemingen tot Rigi Bahnen AG (RB).

## Geschiedenis
De Vitznau-Rigi-Bahn (VRB) was de eerste tandradspoorlijn van Europa gebouwd door de ingenieurs Niklaus Riggenbach, Ferdinand Adolf Naeff en Olivier Zschokke.
Het traject van de Vitznau-Rigi-Bahn werd op 21 mei 1871 geopend en loopt van Vitznau gelegen in Luzern naar Rigi Staffelhöhe gelegen in Schwyz. Het traject van Rigi Staffelhöhe naar Rigi Kulm werd op 23 juni 1873 geopend. Het enkelsporige traject is gelegen in Schwyz werd van de Arth-Rigi-Bahn (ARB) gepacht en werd in 1874 uitgebouwd tot een dubbelsporig traject.
In de eerste jaren werd het traject alleen in de zomer bereden. Na het ontwikkelen van wintersport kwam er ook een winterdienst op gang.
In Kaltbad was sinds 1875 een aansluiting op de Rigi-Scheidegg-Bahn (RSB) naar de Rigi Scheidegg. Deze werd in 1931 stilgelegd en in 1942 opgebroken.

## Tandradsysteem
De VRB maakt gebruik van het tandradsysteem Riggenbach. Riggenbach is een tandradsysteem ontwikkeld door de Zwitserse constructeur en ondernemer Niklaus Riggenbach (1817-1899).

## Elektrische tractie

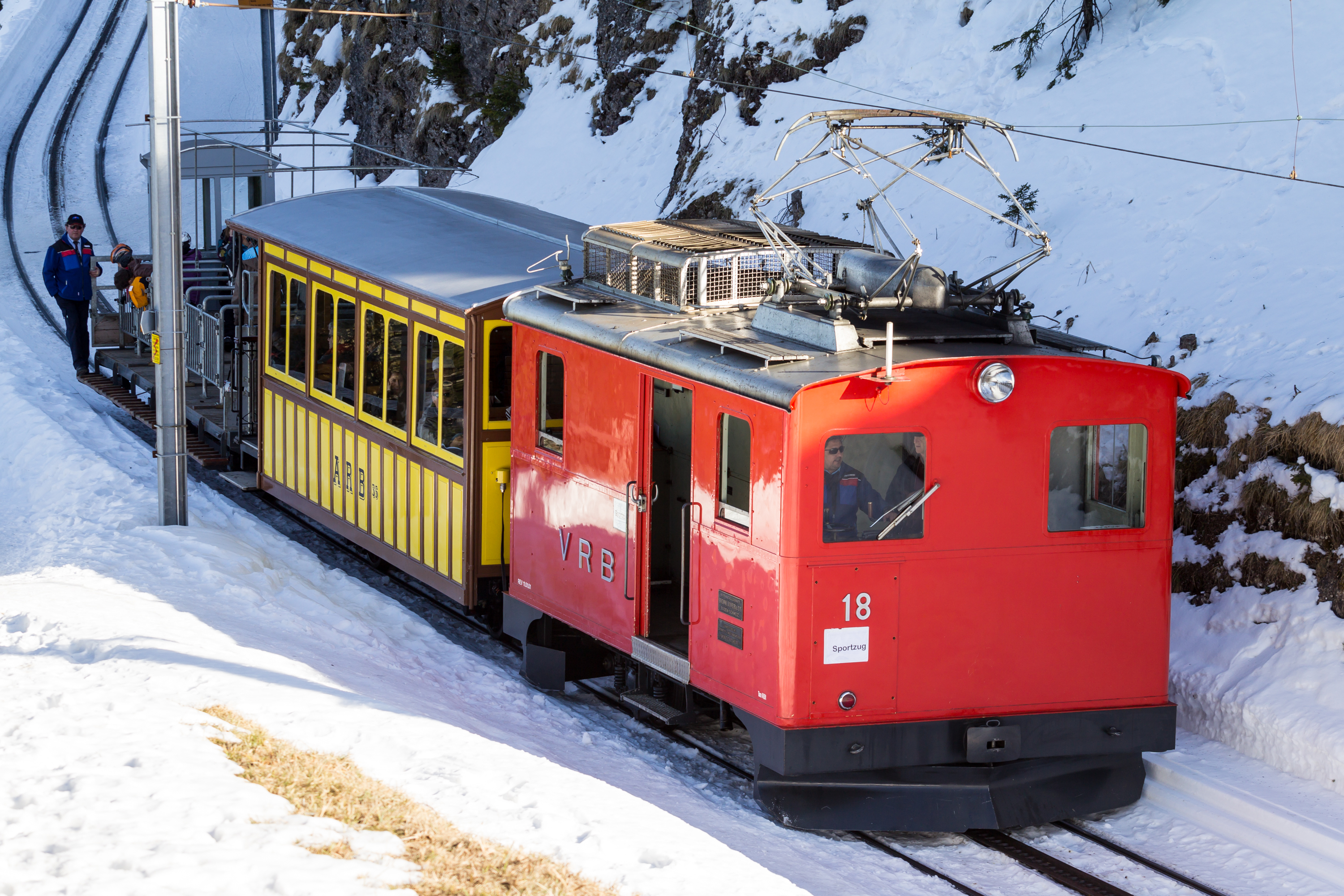
Elektrische locomotief van 1938 actief in Feb. 2011

Het traject van de VRB werd in 1937 geëlektrificeerd met een spanning 1500 volt gelijkstroom.